# Emil Racoviță
Emil G. Racoviţă (pronunciado eˈmil ˈrakovit͡sə, a menudo escrito en estilo francés como Émile Gustave Racovitza ( 1868-1947) fue un biólogo, zoólogo, oceanógrafo y espeleólogo pionero rumano. Fue explorador de la Antártida y se le considera uno de los padres de la bioespeleología.

## Biografía

### Juventud
Nació el 15 de noviembre de 1868 en Iaşi, Principado de Moldavia, en una familia amante de la música y la poesía. Su padre amaba los estudios literarios y también el derecho.
Su formación intelectual se vio favorecida por el contacto con personalidades de la cultura de la época. El encuentro con Grigore Cobalcescu, geólogo y naturalista rumano, también fue crucial, ya que le inculcó el amor por las ciencias naturales en la escuela secundaria y le hizo descubrir la teoría de la evolución de Charles Darwin. Más tarde, en agradecimiento, Racovita daría el nombre de su maestro a una isla cerca del Polo Sur.
Luego del bachillerato (1886), Racoviţă prosiguió sus estudios en París; y en 1889 obtuvo la licenciatura en derecho de acuerdo a los deseos de su familia. Nunca ejerció en ese ámbito, porque se dedicó por completo al estudio paralelo de las ciencias naturales, que le apasaionaban ya desde la escuela secundaria.
El hombre que fue su guía durante un largo período fue el zoólogo y biólogo Henri de Lacaze-Duthiers (1821-1901), profesor a la sazón en la Sorbona y en el Museo Nacional de Historia Natural de Francia y miembro de la Academia de las Ciencias francesa.
Racoviţă aprobó en 1891 su examen de licenciatura en Ciencias naturales, obteniendo el primer lugar de su promoción. 1891 marcó igualmente el inicio de su especialización en el estudio de la fauna marina, y sus primeras publicaciones especializadas.
Su tesis de doctorado de mayo de 1896 sobre "El lóbulo cefálico y el encéfalo de los anélidos poliquetos" ("Le lobe céphalique et l'encéphale des annélides polychètes"), reforzó su posición como especialista en ese campo, con extensos estudios basados en un método de investigación histórico. El trabajo del joven rumano fue muy apreciada por la comunidad científica francesa por su originalidad, su visión global y enfoque.
Después de completar sus estudios, Racoviţă regresó a su país de origen, donde realizó el servicio militar.

### Su primera invernada en la Antártida
La fama internacional que gozaba en aquellos momentos, fue notada por Henryk Arctowski (1871–1958) quien le recomendó al comandante belga Adrien de Gerlache (1866-1934) para su expedición a la Antártida que estaba preparando. La expedición internacional Belgica (1897-1899) fue la expresión de la audacia humana lanzada al asalto de una de las últimas "manchas blancas" en los mapas de la Tierra. Dos siglos habían pasado desde que James Cook había navegado por los mares del Sur, descubriendo Australia y Nueva Guinea y fue el primero en mostrar el extremo sur. Durante la preparación de la expedición, había poca información y pistas sobre la tierra alrededor del Polo Sur. El navío "Belgica" salió del puerto de Amberes el 18 de agosto de 1897. Los 19 miembros de la expedición eran originarios de muchos países diferentes: Bélgica, Noruega, Polonia, EE. UU., Rumania. La edad máxima era de 32 años.
Racoviţă participó en la primera invernada a bordo del Belgica, en compañía de Adrien de Gerlache, Henryk Arctowski, Roald Amundsen (1872-1928), Frederick Cook (1865-1940), Antoine Dobrowolski (1872-1954), Émile Danco (1869-1898) y Georges Lecointe (1869-1929). La expedición retornó a Amberes el 5 de noviembre de 1899, con resultados científicos excepcionales (¡en 2008, sus datos aún no estaban totalmente explotados!).
En cuanto a la elección de Racoviţă como zoólogo de la expedición, el médico estadounidense de la nave, Frederick Cook, escribió al regreso de la expedición 

Se hicieron esfuerzos extraordinarios para tener un zoólogo competente, que tuviese las cualidades necesarias para un explorador polar. Esta fue una de las mayores dificultades. Se buscó afanosamente en Bélgica y Francia, y se encontró finalmente a Racovitza, que había sido recomendado por Lacraze Duthiers, maestro de Gerlache y por Edouard von Beneden, miembros de la comisión "Bélgica", que conocían sus cualidades excepcionales y confiaban en él completamente. Pero Racovitza hacía su servicio militar, y se temía que las intervenciones diplomáticas necesarias para su permiso fueran demasiadas lento. Afortunadamente, fue finalmente dado de baja, uniéndose a la creciente familia de pioneros 

Deseando llegar temprano al punto de partida de la exploración al Polo Sur, Racoviţă navegó hacia Río de Janeiro en un navío más rápido que el "Belgica", a fin de llegar por tierra a Punta Arenas, a tiempo para poder explorar la cordillera de los Andes, la Patagonia meridional y la Tierra del Fuego antes de la llegada del barco de la expedición. Así, durante tres semanas, Racoviţă recogió algunas observaciones interesantes sobre población, fósiles, fauna y flora de la región. Lamentó la expoliación de los Amerindios, escribió un diccionario entre el lenguaje ona y el francés, exploró las cuevas donde se encontraron los fósiles de Mylodon, y envió todas sus notas, cartas, fotografías y dibujos a Bucarest... para el caso de que no volviera de la expedición.
Luego se embarcó en el "Belgica" durante su última escala de abastecimiento en Punta Arenas. La expedición abordó la zona antártica el 13 de diciembre, en pleno verano austral permaneciendo allí quince meses. Los exploradores tuvieron que enfrentar los témpanos y tormentas terribles. Descubrieron costas, golfos, e islas inexploradas, y los inscribieron por primera vez en mapas. En señal de respeto por el gran maestro que marcó el debut de Racoviţă como naturalista, la expedición nombró una de las islas como Cobălcescu (lamentablemente mal escrito en cartas posteriores). Después de haber penetrado mucho más al sur, el "Belgica" quedó atrapado en la banquisa, quedando inmovilizado en el desierto de hielo. A partir del 28 de febrero de 1898 (127 años), hivernaron en la banquisa austral, en el paralelo 70, durante trece meses.
Durante ese tiempo, la tripulación estaba constantemente ocupada, manteniendo su ritmo circadiano a pesar de la noche polar, interrumpiendo sus paseos sobre el hielo por blizzard, realizando a bordo mantenimiento, toma de muestras, observaciones y análisis meteorológicos, hidrológicos, astronómicos y magnéticos, escribiendo notas, pescando y cazando para alimentarse, estudio de los hielos marinos, aves y otros animales. Racoviţă fue un gran entretenedor, caricaturista del equipo, contribuyendo a su cohesión, y manteniendo la moral alta durante los meses de noche polar continua.
Después de un año de aislamiento en el hielo, mientras los suministros se agotaban, la tripulación decidió excavar un canal en el hielo flotante. Con muchos esfuerzos continuados, se las arreglaron para llevar al barco al mar libre. El 25 de marzo de 1899, el "Belgica" pudo retornar a Punta Arenas; y el 5 de mayo, llegó a Amberes, donde fue recibido triunfalmente.

### Subdirector del Laboratorio "Arago" de Banyuls
Tras el regreso de la expedición, Racoviţă comienza a afirmarse en el campo de la ciencia. En Bruselas en 1899; en París (la Sorbona), en 1900, y en Rumania, ese mismo año, se presentaba ante un público numeroso y entusiasta, con los resultados de ese viaje extraordinario. Más de 1200 especímenes del mundo animal, 400 del mundo vegetal, y centenares de clichés fueron el resultado de sus estudios de 15 meses cerca del Polo Sur. Distribuidos a los investigadores y académicos de Europa, fueron objeto de más de 600 estudios científicos publicados bajo la dirección de Emil Racoviţă.
En 1893, Racoviţă fue elegido miembro de la Sociedad zoológica de Francia. Eso abrió una serie de honores otorgados por instituciones científicas, sociedades y academias de todo el mundo. Fue igualmente nombrado presidente de honor de la Sociedad espeleológica de Francia.
Le propusieron establecerse en Bruselas, en París, en Banyuls-sur-Mer, y en Rumania, donde se le ofreció una cátedra en la Universidad de Bucarest, con la intención de crear en Constanţa un Laboratorio de Estudios marítimos (finalmente creado por su amigo y colega Grigore Antipa, fundador de la Geonómica). Racoviţă, obligado por compromisos anteriores en Francia, permaneció en Francia hasta 1920.

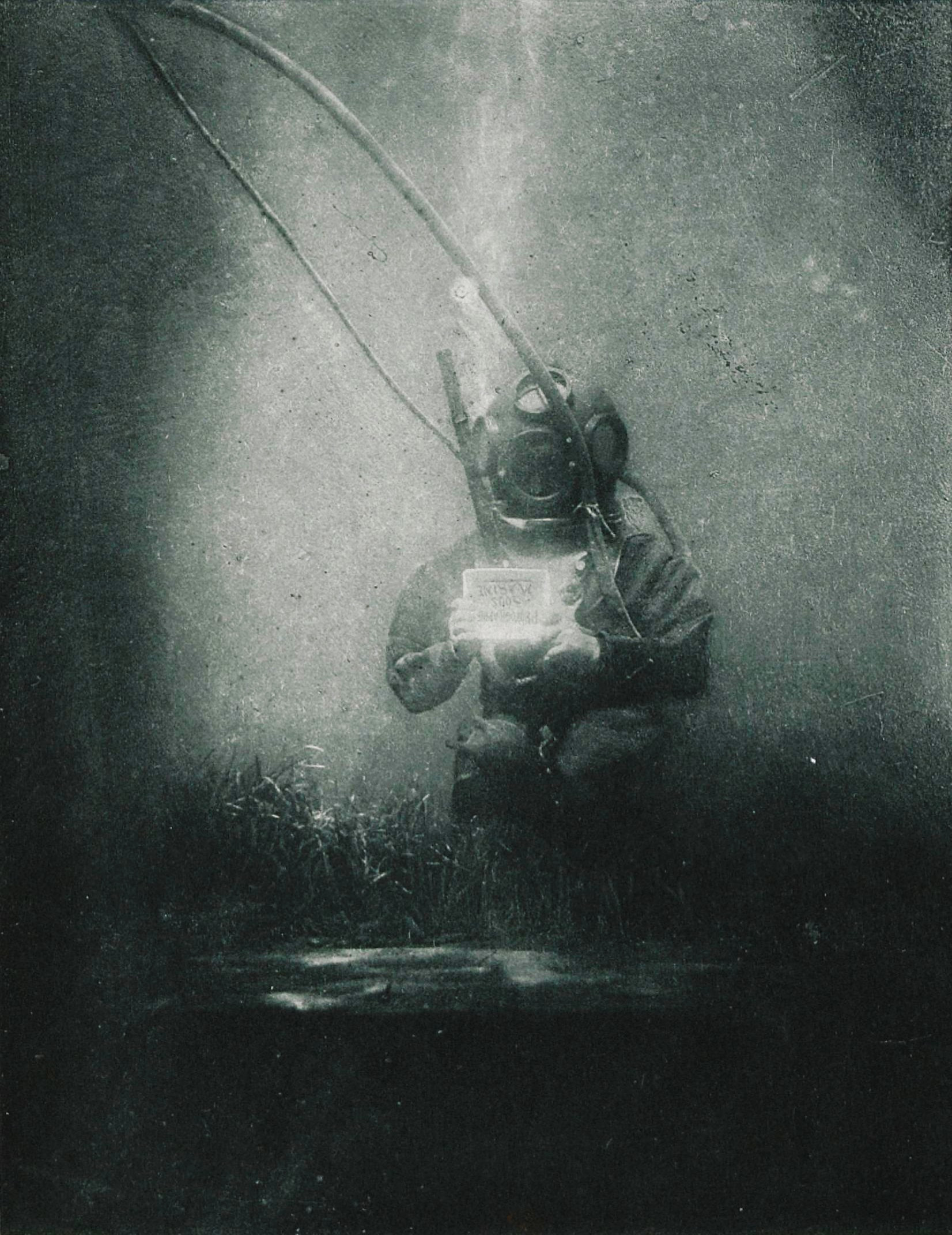
Emil Racoviţă equipado con un equipo con "piés de plomo" en Banyuls, Navidad de 1899, foto de Louis Boutan

Trabajó en Banyuls como subdirecteur del Laboratorio oceanográfico Arago; y codirector de la revista "Archives de zoologie expérimentale et générale", donde permaneció dos decenios que fueron extremadamente fructíferos desde el punto de vista científicos. Allí es donde Louis Boutan obtuvo las primeras fotografías submarinas del mundo. Racoviţă desplegó su actividad junto a G. Pruvat, uno de sus profesores más apreciados. Realizaron estudios marinos embarcados a vela, y después en el barco a vapor "Roland", y participando en la logística de los primeros clichés submarinos. Extendió su investigación al Mediterráneo occidental, a lo largo de las costas catalanas y las islas Baleares. Muchos científicos franceses participaron en ese tipo de investigaciones. El centro dirigido por Racoviţă y por Pruvat se convirtió así en un centro de investigación de renombre en Europa.

### Los inicios de la bioespeleología
Durante el viaje del 15 de julio de 1904, a la isla de Mallorca, Racoviţă exploró las "Cuevas del Drach". Durante tres días, estudió los organismos adaptados a la vida de las cavernas. Descubrió allí uno de esos invertebrados, el Thyphlocirolana moraguesi, obviamente derivado de organismos marinos conocidos fuera del mundo subterráneo. Esto determinó que Racoviţă se consagrara en prioridad al estudio de los organismos de las cuevas, sentando las bases para la nueva ciencia conocida como bioespeleología.
Exploró grutas por toda Europa, acompañado durante un cierto tiempo por la joven francesa Hélène Boucard, con quien se casó en 1907. Antes del científico rumano se atribuían al medio subterráneo pocas probabilidades para la existencia de vida. Sobre la base de sus descubrimientos en la gruta de las Cuevas del Drach, Racoviţă mostró que la fauna de las cavernas era muy rica y variada, y pensaba que sus estudios podían conducir a descubrimientos interesantes. Uno de ellos, y no el menos importante, fue mostrar unos años más tarde que la distribución de la fauna terrestre se podía explicar solo por la deriva continental, teoría emitida en 1911 por el climatólogo Alfred Wegenery rechazada por todos los geólogos en la época (siendo finalmente reconocida en 1976, luego del descubrimiento de la tectónica de placas).
Después de sus estudios con Hélène Boucard y con su colaborador René Jeannel de numerosas grutas de Europa y de África, en 1907 Racoviţă comenzó a publicar la revista especializada "Biospeologica" donde mostró sus observaciones en las grutas bajo el título "Énumération des grottes visitées". También publicó en esa revista el estudio "Essai sur les problèmes biospéléologiques", considerado como el "certificado de nacimiento" de la bioespeleología.

### Retorno a Rumania

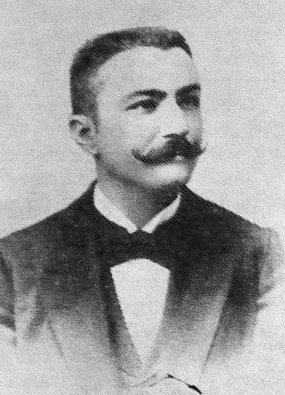
Emil Racoviţă en una reunión de la Academia Rumana

El fin de la Primera Guerra Mundial y los repetidos llamamientos de las autoridades rumanas determinaron que Racoviţă finalmente volviera a Rumania (su esposa había aprendido la lengua), donde fue nombrado profesor de la nueva cátedra de biología en la Universidad de Cluj, abierta el 2 de febrero de 1920.
El 26 de abril de 1920, una ley determinó la creación del "Instituto de "Espeleología de Cluj", el primero de su género en el mundo. Por unanimidad del Consejo científico, Racoviţă fue nombrado director perpetuo de ese instituto, donde se reunían con sus amigos y colegas René Jeannel y Alfred Chappuis.
Racoviţă igualmente participó en expediciones espeleológicas, sobre todo a los montes Apuseni y a los Cárpatos. Solo en el periodo 1920-1927 estudió e inventorió 1116 grutas, desconocidas en gran parte.
Hasta 1940, Racovita tuvo una intensa actividad científica.
Racoviţă no fue olvidado por su país de adopción, Francia, que disfrutó, incluso después de su regreso a Rumania. Por ej., fue invitado de honor a Banyuls-sur-Mer en 1932, en el cincuentenario del laboratorio "Arago". Visitó París en 1936 donde brindó tres conferencias en la Sorbona. De retorno a Cluj, continuó su actividad hasta 1940, año del pacto germano-soviético y del consecutivo Dictado de Viena, que obligaban a Racoviţă, septuagenario, a establecerse en Timisoara, ya que Cluj pasaba a Hungría. Sin embargo los húngaros mantuvieron el Instituto de bioespeleología, dirigido por el amigo suizo de Racoviţă Alfred Chappuis). En 1945 volvió a Cluj, donde su nombre se había convertido en un símbolo de integridad científica. Trabajó hasta el último día de su vida, el 19 de noviembre de 1947, a los 79 años.
Fue autor de un Essai sur les problèmes biospéologiques (1907) y de Speology (1927). Hacia 1920, dirigió la revista Archives de zoologie expérimentale et générale. Fue fundador de la bioespeología y fue considerado uno de los más grandes científicos europeos.

### Algunas publicaciones
- Essai sur les problèmes biospéléologiques. 1907
- La spéléologie. 1927
- L'évolution et ses problèmes. 1929

## Honores
- 1920: electo miembro titular de la Academia rumana. De 1926 a 1929, presidente de la Academia
- 1929-1930: Rector de la Universidad de Cluj-Napoca
- 1920-1947: Director del Instituto de Espeleología

### Epónimos
- 2006, la primera Estación Rumana Antártica fue nombrada Law-Racoviţă